# Mas Romaní
El Mas Romaní és una obra eclèctica de Font-rubí (Alt Penedès) inclosa a l'Inventari del Patrimoni Arquitectònic de Catalunya.

## Descripció
Masia de planta baixa, pis i golfes, amb teulada a dues aigües i torratxa central amb coberta de pavelló. Gran galeria d'arcades de mig punt a l'ala lateral i posterior. Façana de composició simètrica amb balcons al pis i coronament. Casa dels masovers adossada. Jardí davanter i passeig de xiprers i rosers.

## Història
Aquesta data es conserva a la façana, i és possiblement la de la construcció de la casa. Les galeries laterals i posteriors corresponen a uns reforma posterior.